# أيريش غراهام
أيريش غراهام (بالإنجليزية: Irish Graham)‏ هو لاعب كرة قدم أمريكية أمريكي، ولد في 7 نوفمبر 1883 في ناشفيل في الولايات المتحدة، وتوفي بنفس المكان في 12 أبريل 1940.